# Cuba (Portugal)
Cuba és un municipi portuguès al districte de Beja, a la regió d'Alentejo i a la subregió de l'Baixo Alentejo. L'any 2006 tenia 4.728 habitants. Limita al nord amb Portel, a l'est amb Vidigueira, al sud amb Beja i a l'oest amb Ferreira do Alentejo i Alvito.

## Població
| Població del concelho de Cuba (1801 – 2004) | Població del concelho de Cuba (1801 – 2004) | Població del concelho de Cuba (1801 – 2004) | Població del concelho de Cuba (1801 – 2004) | Població del concelho de Cuba (1801 – 2004) | Població del concelho de Cuba (1801 – 2004) | Població del concelho de Cuba (1801 – 2004) | Població del concelho de Cuba (1801 – 2004) | Població del concelho de Cuba (1801 – 2004) |
| ------------------------------------------- | ------------------------------------------- | ------------------------------------------- | ------------------------------------------- | ------------------------------------------- | ------------------------------------------- | ------------------------------------------- | ------------------------------------------- | ------------------------------------------- |
| 1801                                        | 1849                                        | 1900                                        | 1930                                        | 1960                                        | 1981                                        | 1991                                        | 2001                                        | 2004                                        |
| 3742                                        | 3944                                        | 6103                                        | 8054                                        | 7554                                        | 5740                                        | 5494                                        | 4994                                        | 4775                                        |